# Polyrhachis obscura
Polyrhachis obscura é uma espécie de formiga do gênero Polyrhachis, pertencente à subfamília Formicinae.